# イニャキ・ウィリアムズ
イニャキ・ウィリアムズ・アーサー（Iñaki Williams Arthuer, 1994年6月15日 - ）は、スペイン・バスク州ビルバオ出身のサッカー選手。ラ・リーガ・アスレティック・ビルバオ所属。元スペイン代表、現ガーナ代表。ポジションはフォワード。
両親がアフリカ生まれの黒人であり、所属選手をクラブが規定するバスク人に限定しているアスレティック・ビルバオにおいて、トップチームの公式戦で得点を挙げた初の黒人選手である。

## クラブ経歴
イニャキ・ウィリアムズの父親はガーナ人、母親はリベリア人である。母親は1989年に勃発した第一次リベリア内戦の戦禍から逃れるために難民としてガーナに向かい、そこでイニャキの父親と出会う。ふたりはスペインへの移民を決断し、北部のバスク州に落ち着いた。
1994年6月15日、イニャキ・ウィリアムズはスペイン・バスク州ビスカヤ県の県都ビルバオに生まれた。ナバーラ州パンプローナのCDパンプローナでプレーし、16歳だった2012年にアスレティック・ビルバオの下部組織であるレサマに加入した。弟のニコ・ウィリアムズも同時にレサマに加入している。イニャキは加入年の2012年にアスレティック・ビルバオのファームチームであるテルセーラ・ディビシオンのCDバスコニアでシニアデビューしている。
2013年6月25日、ウィリアムズは2017年までの新契約を交わし、リザーブチームであるセグンダ・ディビシオンBのビルバオ・アスレティックに昇格した。8月に負った膝の負傷 から10月に復帰し、このシーズンには14試合に出場して8ゴールを記録した。
アリツ・アドゥリスのケガが理由で、エルネスト・バルベルデ監督によってトップチームに引き上げられる。2014年12月6日、ホームでのコルドバCF戦に先発し、20歳にしてラ・リーガデビューした。その後はラ・リーガで3試合に途中出場している。2015年2月19日にはUEFAヨーロッパリーグラウンドオブ32のトリノFC戦1stレグに先発し、トップチームで初めてネットを揺らして2-2での引き分けに貢献した。ウィリアムズは創設から117年を経たアスレティック・ビルバオで得点を挙げた初の黒人選手である。2011年にはディフェンダーのホナス・ラマーリョが、アスレティック・ビルバオで初めて黒人選手として公式戦に出場している。
アドゥリスの長期離脱が増えた2018年以降はセンターフォワードとして起用される事が増加したものの、決定力不足で一時はスランプ状態に陥った。しかし、2019年1月13日に行われたセビージャFC戦で約2年ぶりとなるホームでの得点を決めると、徐々に得点数を伸ばしていき自身初のリーグ2桁得点を記録。黒豹とも評されるスピードとフィジカルを武器に、チームのエースとして躍動した。
2019年8月12日、クラブとの契約を2028年まで延長。契約解除金は1億3500万ユーロに設定された。11月24日に行われたCAオサスナ戦でリーグ戦133試合連続出場を果たし、クラブ記録を樹立。
2020-21シーズン、スーペルコパ・デ・エスパーニャ、決勝のFCバルセロナ戦では決勝ゴールを決めて優勝に貢献した。2021年10月1日、ラ・リーガ史上最多となるリーグ戦203試合連続出場を達成し、その後も記録更新を続けた。
2022年4月17日、ウィリアムズはセルタ戦で先発し、最後の欠場から6年が経過。自身の連続試合出場記録を224に伸ばした。 この記録はシーズン後半の同セルタ戦のメンバーから外れた2023年1月29日に251で途切れた。なお、その試合は1-0で敗戦した。
2024年1月、2023年アフリカネイションズカップにガーナ代表として出場。22日の試合でガーナのグループステージでの敗退が確定した直後にアビジャンからビルバオに戻り、24日に行われたコパ・デル・レイの準々決勝バルセロナ戦の後半から途中出場。延長戦前半15+2分で得点してチームを4-2の勝利に導いた。 これにより、クラブは5大会連続セミファイナル進出となった。

## 代表経歴
2015年3月20日には初めて代表招集を受け、アルベルト・セラーデスが率いるスペインU-21代表の、ノルウェーU-21、ベラルーシU-21との親善試合のメンバーに名を連ねた。3月26日にカルタヘナで行われたノルウェーU-21戦では、ゴールを挙げたムニル・エル・ハダディとの交代で後半開始から出場した。
UEFA EURO 2016に出場する23人には選ばれなかったが、トレーニングキャンプや親善試合のための11人のひとりに選ばれた。同時期にはガーナ代表からも切望されていた。EURO前の5月29日に行われたボスニア・ヘルツェゴビナとの親善試合で、マルコ・アセンシオとの交代で投入されてA代表デビューした。ペドロ・ロドリゲスによる3点目は、ウィリアムズのシュートをキーパーのアスミル・ベゴヴィッチが弾いたところにペドロが詰めて生まれた得点だった。スペイン代表でのキャリアはその一試合のみであり、2022年7月5日自身のTwitterでガーナ代表に変更したことを発表した。同年9月に行われる親善試合のメンバーに選出された。
2022年9月23日のブラジル戦でカマルディーン・スレマナとの交代で出場し、ガーナ代表デビューを果たした。

## 個人成績

### クラブ
| クラブ                   | シーズン | 国内リーグ | 国内リーグ | 国内カップ | 国内カップ | 欧州カップ | 欧州カップ | 通算 | 通算 |
| クラブ                   | シーズン | 出場       | 得点       | 出場       | 得点       | 出場       | 得点       | 出場 | 得点 |
| ------------------------ | -------- | ---------- | ---------- | ---------- | ---------- | ---------- | ---------- | ---- | ---- |
| バスコニア               | 2013–14  | 18         | 7          | -          | -          | -          | -          | 18   | 7    |
| バスコニア               | 通算     | 18         | 7          | -          | -          | -          | -          | 18   | 7    |
| ビルバオ・アスレティック | 2013–14  | 14         | 8          | -          | -          | -          | -          | 14   | 8    |
| ビルバオ・アスレティック | 2014–15  | 18         | 13         | -          | -          | -          | -          | 18   | 13   |
| ビルバオ・アスレティック | 通算     | 32         | 21         | -          | -          | -          | -          | 32   | 21   |
| アスレティック・ビルバオ | 2014–15  | 19         | 1          | 4          | 1          | 2          | 1          | 25   | 3    |
| アスレティック・ビルバオ | 2015–16  | 25         | 8          | 5          | 3          | 7          | 2          | 37   | 13   |
| アスレティック・ビルバオ | 2016–17  | 38         | 5          | 3          | 2          | 8          | 1          | 49   | 8    |
| アスレティック・ビルバオ | 2017–18  | 38         | 7          | 1          | 0          | 13         | 3          | 52   | 10   |
| アスレティック・ビルバオ | 2018–19  | 38         | 13         | 3          | 2          | -          | -          | 41   | 15   |
| アスレティック・ビルバオ | 2019–20  | 38         | 6          | -          | -          | -          | -          | 17   | 4    |
| アスレティック・ビルバオ | 通算     | 196        | 40         | 16         | 8          | 30         | 7          | 221  | 53   |
| 通算                     | 通算     | 246        | 68         | 16         | 8          | 30         | 7          | 271  | 80   |

### 代表
- 国際Aマッチ 1試合 0得点（2016年）[23]

| スペイン代表 | 国際Aマッチ | 国際Aマッチ |
| 年           | 出場        | 得点        |
| ------------ | ----------- | ----------- |
| 2016         | 1           | 0           |
| 通算         | 1           | 0           |

- 国際Aマッチ 17試合 1得点（2022年 - ）[23]

| ガーナ代表 | 国際Aマッチ | 国際Aマッチ |
| 年         | 出場        | 得点        |
| ---------- | ----------- | ----------- |
| 2022       | 6           | 0           |
| 2023       | 7           | 1           |
| 2024       | 4           | 0           |
| 通算       | 17          | 1           |

## タイトル

### クラブ
アスレティック・ビルバオ
- スーペルコパ・デ・エスパーニャ: 2015, 2020-21
- コパ・デル・レイ: 2023-24